# ویلیام جورج آرمسترانگ
ویلیام جورج آرمسترانگ (انگلیسی: William Armstrong, 1st Baron Armstrong؛ ۲۶ نوامبر ۱۸۱۰ – ۲۷ دسامبر ۱۹۰۰) مهندس، مخترع، کارآفرین، مهندس عمران، وکیل و سیاستمدار اهل پادشاهی متحد بریتانیای کبیر و ایرلند بود. وی همچنین برندهٔ جوایزی همچون همکار انجمن سلطنتی، مدال آلبرت و شوالیه (عنوان) شده‌است.